# Импеллиттери, Крис
Крис Импеллиттери (англ. Chris Impellitteri, 25 сентября 1964, Коннектикут, США) — американский гитарист-виртуоз, основатель металл-группы Impellitteri. В 2008 г. журнал Guitarworld Magazine признал Криса Импеллиттери одним из самых быстрых гитаристов всех времён. В список также попали Эдди Ван Хален, Ингви Мальмстин, Ренди Роадс и другие. В 2003 г. журнал Guitar One Magazine поставил Криса Импеллиттери на 2-ю строчку самых быстрых гитаристов. На 1-м месте расположился Майкл Анджело, а на 3-м — Ингви Мальмстин.

## Биография
Первый музыкальный альбом Impellitteri имел одноимённое название. Альбом содержал множество скоростных гитарных соло, буквально кричащие вокальные партии и быстрые ритм-партии. Именно этот альбом заложил основу музыки группы и дальнейших композиций. Второй альбом Victim of the System во многом повторял предыдущий релиз группы и также содержал быстрые соло-партии в стиле неоклассического металла.
В 1996 г. записывается альбом Screaming Symphony, а сразу вслед за ним, в 1997 г., альбом Eye of the Hurricane. В 2000 г. выходит альбом Crunch, ставший самым экспериментальным музыкальным релизом группы, так как содержал довольно нестандартные для Impellitteri семплы и барабанные партии.
В 2009 г. вышел альбом Wicked Maiden, доброжелательно встреченный фанатами группы.

## Дискография

### С Impellitteri
- Stand in Line (1988)
- Grin and Bear It (1992)
- Answer to the Master (1994)
- Screaming Symphony (1996)
- Eye of the Hurricane (1997)
- Crunch (2000)
- System X (2002)
- Pedal to the Metal (2004)
- Wicked Maiden (2009)
- Venom (2015)

### С Animetal USA
- Animetal USA (2011)
- Animetal USA W (2012)

### В качестве приглашенного
- House of Lords — Sahara (1990)
- Various artists — Dragon Attack: A Tribute to Queen (1997)
- Various artists — Randy Rhoads Tribute (2000)